# 光山雄一朗
光山 雄一朗（みつやま ゆういちろう、1994年1月5日 - ）は、CBCテレビのアナウンサー。

## 来歴
福岡県出身。小学生の一時期山口県に住む。横浜国立大学教育学部を卒業した。在学中に教育職員免許状を取得した。学生時代は放送研究会に所属した。
2017年4月、CBCテレビに入社した 。同年7月27日放送の『つボイノリオの聞けば聞くほど』でアナウンサーデビューした。
2017年10月から2023年3月まで、『なるほどプレゼンター!花咲かタイムズ』に出演した。
2019年、ナゴヤドームでの中日ドラゴンズの試合後、初めてヒーローインタビューのインタビュアーを務めた。
2020年9月30日より『ゴゴスマ -GO GO!Smile!-』の水曜アシスタントを担当する。
ラジオでは、2020年ナイターオフ期より『若狭敬一のスポ音』内のコーナー「光山雄一朗の気になったので聞いてみました」を担当する。その翌シーズンの2021年ナイターオフ期の13時台より同番組内のコーナー「光山雄一朗の気になったので○○してみました」を担当する。
2021年9月5日、CBCドラゴンズサンデーの中日ドラゴンズ対横浜DeNAベイスターズ戦（同年8月に死去した中日投手の木下雄介の追悼試合であった）でラジオ実況デビューを果たした。テレビ中継では2022年7月10日の中日ドラゴンズ対広島東洋カープ戦デーゲームが初実況だった（解説：牛島和彦、岩瀬仁紀）。
2023年5月16日、『ゴゴスマ -GO GO!Smile!-』の青森県青森市酸ヶ湯からの中継で、第48回JNN・JRNアノンシスト賞テレビフリートーク部門優秀賞を受賞した。
2024年12月30日放送のプラス年末スペシャルで結婚を発表した。
2025年3月31日から始まった『newsX』のサウンドロゴは、同期の榊原アナと一緒に声を収録したものが使用されている。

## パーソナルデータ
- 特技:算数・数学を教えること（小学校･中学校・高校の教員免許[8]）
- 好きな食べ物:瓦そば[8]。

小学生の一時期山口県に住んでいたことによる
- 好きな映画:『君の膵臓をたべたい』[8]。
- 大の嵐ファンを公言。

## 逸話
2020年12月12日、自らが担当する「若狭敬一のスポ音」内のコーナー「光山雄一朗の気になったので聞いてみました」で、このページの編集を依頼し、リスナーに加筆させることに成功した。CBCアナウンサーブログにて若狭敬一のスポ音内のコーナー「光山雄一朗の気になったので聞いてみました」を後日詳細に記している。
2020年12月18日に動画・情報配信サービスLocipo（ロキポ）内の番組にゲスト出演した。
2021年1月9日に放送された「若狭敬一のスポ音」内の自身のコーナーで、「ネーミングライツ」を深く掘り下げた。

## 担当番組

### 現在の担当番組
テレビ
- CBCニュース
- ゴゴスマ -GO GO!Smile!-（2020年9月30日 - ）中継リポーター→水曜日アシスタント、木曜レポーター→木曜レポーター
- サンデードラゴンズ（2024年4月7日 - 、司会）

ラジオ
- CBCドラゴンズナイター
  - 2018年7月26日、DeNA戦で、リポーターとして野球中継デビュー
- 中日新聞ニュース
- アナののびしろ
- CBCラジオ ＃プラス! （2024年4月1日 -　）月曜日、火曜日担当

インターネット
- ウラサカ（CBC公式YouTubeチャンネル、2020年 - ）

### 過去の担当番組
テレビ
- Nスタ（2022年2月24日）『きょうの"気になる"60秒』コーナー代理担当[t 6]。
- なるほどプレゼンター!花咲かタイムズ（2017年10月 - 2023年3月）
- チャント!（2024年9月12日）キャスター

ラジオ
- オタメシ
- 多田しげおの気分爽快!!朝からP・O・N（2023年10月23日・24日）多田しげおの代理[t 7]。
- つボイノリオの聞けば聞くほど（2024年1月22日）小高直子の代理[t 8]。
- 若狭敬一のスポ音
  - ワンコーナー「光山雄一朗の気になったので聞いてみました」担当

Locipo
- SKE48の名古屋4局のアナウンサーを8週連続で呼び出したった。（2020年12月18日）- ゲスト出演[10]

### 映画
- 正体（2024年11月29日)

### アニメ
- ミケの町詣[11] - 井坂尊

### トリビア、雑学
^ 同期入社は榊原悠介、田中優奈、山内彩加。
^ 共演したSKE48のメンバー、中京テレビ放送アナウンサーの望月杏夏から「服装の組み合わせが良くない」「これは絶対に女性にモテない」と自身のファッションセンスを酷評された。その際に着ていた服は「ブラウン系のパンツ、真っ赤な靴」をはじめ、全体が赤系統（アズキ色）。その翌日である12月19日の出社時、「赤（アズキ色）は封印する」と心に決め「青系統のジーンズ、靴」を履いていたが、羽織っていたパーカーは赤（アズキ色）系統であった。若狭敬一のスポ音の自身のコーナー内でもリスナーから当日の服装を心配された。
^ それに関連し、愛知県名古屋市港区にある名古屋競馬場で、同年2月11日開催の個人協賛レース（第5レース）に「レース名を付けた」と発言した。レース名は「聴いて!CBC!光山のラジオ!」であった（“2021年2月11日（木）　名古屋　第5競走　13:25発走 聴いて!CBC!光山のラジオ!賞”. 地方競馬情報サイト KEIBA.GO.JP. (2021年2月11日) 2021年2月11日閲覧。）。また、「協賛費用の25,000円は自ら出資した」と番組内で明言した。同年2月13日の放送で「協賛した特典として、レース名がプリントされたゼッケンと同レースで1着であった木之前葵騎手からサインをいただいた」と発言（“2021年2月13日(日）posted at 9:27pm on Feb. 13th 若狭敬一のスポ音　Twitter”. 若狭敬一のスポ音　Twitter. (2021年2月13日) 2021年2月13日閲覧。）した。